# Uldis Sesks
Uldis Sesks (18. april 1962 i Liepāja i Lettiske SSR) er en lettisk politiker, forretningsmand, tidligere racerkører og nuværende borgmester for havnebyen Liepāja i Letland. 
Sesks påbegyndte sin skolegang i Liepājas 6. grundskole, og tog en afgangseksamen fra Letlands Landbrugsuniversitet indenfor maskinteknik. I årene 1986 til 1987 var han chef for transportafdelingen ved kolkhozen Gyldne Stjerne (lettisk: Zelta zvaigzne). I årene 1987 til 1992 var han næstformand for bestyrelsen for kolkhozen Blomst (lettisk: Zieds) i Vecpils. Sesks forbedrede sin viden om iværksætteri i Tyskland i forbindelse med et samarbejdsprojekt med handelskammeret for Nordrhein-Westfalen. Uldis Sesks er i dag formand for bestyrelsen for Liepāja Særlige Økonomiske Zone, der står for størstedelen af driften af Liepājas havn, og han er formand for bestyrelsen for det politiske parti Liepājas partija (Liepājas parti) samt Liepājas Udviklingsfond.
I 1980'erne var Sesks aktiv indenfor bilrally. I begyndelsen af 1990'erne etablerede han virksomheden Autocentrs, som senere omorganiseredes til virksomheden SD Autocentrs, der blev autoriseret Volkswagen-forhandler i Liepāja. Sesks afhændede sin andel i virksomheden i 2004.
I 1997 valgtes Sesks til formand for Liepājas byråd, og genvalgtes igen i både 2001 og 2005, senest som kandidat for Liepajas partija.
Siden den 20. oktober 2003 er Uldis Sesks Officer af Trestjerneordenen.